# Abisara tantalus
Abisara tantalus is een vlindersoort uit de familie van de prachtvlinders (Riodinidae), onderfamilie Nemeobiinae.
Abisara tantalus werd in 1861 beschreven door Hewitson.